# Chaillé-sous-les-Ormeaux
Pour les articles homonymes, voir Chaillé et Ormeau.
Chaillé-sous-les-Ormeaux est une ancienne commune française située dans le département de la Vendée, en région Pays-de-la-Loire.
Avec Saint-Florent-des-Bois, elle devient une commune déléguée de Rives-de-l'Yon au 1er janvier 2016.

## Géographie
Le territoire municipal de Chaillé-sous-les-Ormeaux s'étend sur 1 756 hectares. L'altitude moyenne de la commune est de 57 mètres, avec des niveaux fluctuant entre 6 et 77 mètres,.

## Toponymie
En poitevin, la commune est appelée Challàe-lés-Oumeas.

## Histoire
Robert Pilnière a écrit un ouvrage intitulé Chaillé-sous-les-Ormeaux au XVIIIe siècle publié en 1998 (épuisé). Ce livre est visible à la Bibliothèque communale et aux Archives départementales. 
Il retrace l'histoire de la commune et de ses habitants et mentionne les faits saillants qui ont jalonné cette période.

## Politique et administration

### Liste des maires
| Période                                  | Période | Identité         | Étiquette | Qualité                |
| ---------------------------------------- | ------- | ---------------- | --------- | ---------------------- |
| 1945                                     | 1948    | Constant Marie   |           |                        |
| 1948                                     | 1965    | Louis Boileau    |           |                        |
| 1965                                     | 1989    | Louis Martineau  | DVD       | agriculteur            |
| 1989                                     | 2008    | Georges Bourreau |           |                        |
| 2008                                     | 2014    | Henri Perrocheau | DVD       | retraité               |
| 2014                                     | 2016    | Bruno Dreillard  | DVD       | Agent de maîtrise SNCF |
| Les données manquantes sont à compléter. |         |                  |           |                        |

### Liste des maires délégués
| Période         | Période     | Identité        | Étiquette | Qualité                |
| --------------- | ----------- | --------------- | --------- | ---------------------- |
| 13 janvier 2016 | 28 mai 2020 | Bruno Dreillard | DVD       | Agent de maîtrise SNCF |
| 28 mai 2020     | En cours    | Vanessa Lucas   | SE        |                        |

## Démographie

### Évolution démographique
L'évolution du nombre d'habitants est connue à travers les recensements de la population effectués dans la commune depuis 1800. À partir du 1er janvier 2009, les populations légales des communes sont publiées annuellement dans le cadre d'un recensement qui repose désormais sur une collecte d'information annuelle, concernant successivement tous les territoires communaux au cours d'une période de cinq ans. 
Pour les communes de moins de 10 000 habitants, une enquête de recensement portant sur toute la population est réalisée tous les cinq ans, les populations légales des années intermédiaires étant quant à elles estimées par interpolation ou extrapolation. Pour la commune, le premier recensement exhaustif entrant dans le cadre du nouveau dispositif a été réalisé en 2004,.
En 2015, la commune comptait 1 335 habitants, en évolution de +10,7 % par rapport à 2008 (Vendée : +5,7 %, France hors Mayotte : +2,49 %).
| 1800 | 1806  | 1821  | 1831  | 1836  | 1841  | 1846  | 1851  | 1856  |
| ---- | ----- | ----- | ----- | ----- | ----- | ----- | ----- | ----- |
| 820  | 1 040 | 1 234 | 1 213 | 1 218 | 1 248 | 1 390 | 1 452 | 1 495 |

| 1861  | 1866  | 1872  | 1876  | 1881  | 1886  | 1891  | 1896  | 1901  |
| ----- | ----- | ----- | ----- | ----- | ----- | ----- | ----- | ----- |
| 1 440 | 1 427 | 1 364 | 1 352 | 1 447 | 1 476 | 1 472 | 1 418 | 1 305 |

| 1906  | 1911  | 1921  | 1926 | 1931 | 1936 | 1946 | 1954 | 1962 |
| ----- | ----- | ----- | ---- | ---- | ---- | ---- | ---- | ---- |
| 1 268 | 1 179 | 1 028 | 932  | 954  | 928  | 871  | 900  | 869  |

| 1968 | 1975 | 1982 | 1990  | 1999  | 2004  | 2009  | 2013  | - |
| ---- | ---- | ---- | ----- | ----- | ----- | ----- | ----- | - |
| 863  | 870  | 990  | 1 028 | 1 018 | 1 107 | 1 244 | 1 310 | - |

### Pyramide des âges
La population de la commune est relativement jeune. Le taux de personnes d'un âge supérieur à 60 ans (19,8 %) est en effet inférieur au taux national (21,6 %) et au taux départemental (25,1 %).
Contrairement aux répartitions nationale et départementale, la population masculine de la commune est supérieure à la population féminine (50,9 % contre 48,4 % au niveau national et 49 % au niveau départemental).
La répartition de la population de la commune par tranches d'âge est, en 2007, la suivante :
- 50,9 % d'hommes (0 à 14 ans = 19,6 %, 15 à 29 ans = 14,7 %, 30 à 44 ans = 24,6 %, 45 à 59 ans = 21,5 %, plus de 60 ans = 19,7 %) ;
- 49,1 % de femmes (0 à 14 ans = 21,1 %, 15 à 29 ans = 17,4 %, 30 à 44 ans = 20,9 %, 45 à 59 ans = 20,6 %, plus de 60 ans = 20 %).

| Hommes | Classe d’âge | Femmes |
| ------ | ------------ | ------ |
| 0,2    | 90 ans ou +  | 0,5    |
| 6,2    | 75 à 89 ans  | 5,9    |
| 13,3   | 60 à 74 ans  | 13,6   |
| 21,5   | 45 à 59 ans  | 20,6   |
| 24,6   | 30 à 44 ans  | 20,9   |
| 14,7   | 15 à 29 ans  | 17,4   |
| 19,6   | 0 à 14 ans   | 21,1   |

| Hommes | Classe d’âge | Femmes |
| ------ | ------------ | ------ |
| 0,4    | 90 ans ou +  | 1,2    |
| 7,3    | 75 à 89 ans  | 10,6   |
| 14,9   | 60 à 74 ans  | 15,7   |
| 20,9   | 45 à 59 ans  | 20,2   |
| 20,4   | 30 à 44 ans  | 19,3   |
| 17,3   | 15 à 29 ans  | 15,5   |
| 18,9   | 0 à 14 ans   | 17,4   |

## Lieux et monuments
- Depuis le mois de juin 2006, l'ancien presbytère abrite la Maison des libellules, centre d'interprétation du patrimoine de la communauté de communes du Pays-Yonnais[13].
- Église Saint-Sauveur.

## Personnalités liées à la commune
Pierre Louis Couturier sieur de la Garatière (1752-1806), notaire, greffier, maire de Chaillé (1798-1806).
Edmond Frédéric Marie Bocquier, né à Chaillé-sous-les-Ormeaux le 29 août 1881. Instituteur, écrivain, préhistorien, ethnologue et naturaliste.

## Pour approfondir